# آندری میننکوف
آندری میننکوف (روسی: Андрей Олегович Миненков؛ زادهٔ ۶ دسامبر ۱۹۵۴) رقصنده روی یخ اهل روسیه است.